# Oblitky
Oblitky (ukr. Облітки) – wieś na Ukrainie, w obwodzie żytomierskim, w rejonie żytomierskim, w hromadzie Potyjów. W 2001 liczyła 396 mieszkańców.